# Ogrody (Łopień)
Ogrody – niewielka polana na północnych stokach Łopienia w Beskidzie Wyspowym. Położona jest na wysokości około 770–790 m n.p.m., powyżej źródeł Chochołowskiego Potoku. Pod względem administracyjnym znajduje się w obrębie miejscowości Dobra w województwie małopolskim, w powiecie limanowskim, w gminie Dobra.
Dawniej polany odgrywały ważną rolę w życiu mieszkańców. W okresie przeludnienia wsi stanowiły ważny teren wypasowy, niektóre z nich były koszone, a siano zwożono do wsi. Po drugiej wojnie światowej coraz bardziej traciły na znaczeniu. Użytkowanie wyżej położonych polan stało się nieopłacalne ekonomicznie. Pozostawione swojemu losowi zarastają lasem. Polana Ogrody jest zaznaczana na mapie Geoportalu, jednak obecnie jest ona już w końcowym etapie zarastania lasem. Nie prowadzi obok niej żaden szlak turystyczny.